# Kibana
Kibana — це плагін з відкритим кодом для візуалізації даних з Elasticsearch. Він забезпечує можливості візуалізації змісту проіндексованого кластером Elasticsearch. Користувачі можуть створювати гістограми, лінійні і точкові діаграми, або діаграми і карти на великих обсягах даних.
Поєднання компонент Elasticsearch, Logstash, і платформи Kibana, називають «еластичний стек» (колишня назва — англ. ELK stack). Воно доступне як окремий продукт або послуга. Logstash забезпечує входовий потік для зберігання і пошуку в Elastic, а платформи Kibana отримує дані для візуалізації, зокрема дані візуалізуються на інформаційних дошках.